# 全商環
数学における全商環（ぜんしょうかん、英: total quotient ring）あるいは全分数の環 (total ring of fractions) は、整域に対する商体の構成を、零因子をもつ可換環に対して一般化するものである。この構成は、可換環に対して、その非零因子の「逆元」を付け加えて、より大きな環を作り出す操作になっている。零因子を可逆化することはできないので、全商環はもうこれ以上逆元を加えて拡大することはできないものになっている。このことから、全商環は「可能な限り逆元を付け加えた」という意味で最大の環である。

## 定義
R が可換環のとき、S を R における非零因子全体の成す集合とすれば、S は R の零元を含まない R の積閉集合（乗法に関して閉じているような R の部分集合）である。従って、環 R の S による局所化として、全商環 S−1R が得られる。可換環 R の全商環をしばしば Q(R) とも表す。
R が可換整域ならば、非零因子の全体は S = R∗ (= R − {0}) であり、全商環は R の商体に一致する。整域 R の商体を Q(R) と表すことがあるが、整域の全商環と商体が一致するという事実から、単に Q(R) と書いた場合にいずれの意味であるかについて誤解の生じることはない。
作り方から S は零因子を含まないから、自然な写像 R → Q(R) は単射であり、従って全商環 Q(R) は可換環 R の拡大環となる。

## 例
環の直和 A ⊕ B の全商環 Q(A ⊕ B) は、それぞれの全商環の直和 Q(A) ⊕ Q(B) に等しい。
ガウス平面上の開集合 D 上の正則函数環の全商環は、D 上の有理型函数の環である。ここで D は必ずしも連結でなくともよい。
R がアルティン環ならば、R の任意の元は単元であるか零因子であるかのいずれかであるから、非零因子全体の成す集合 S は R の単数群 R× に等しいから、全商環 Q(R) は (R×)−1R と書けるが、しかしそもそも S = R× の元はすべて可逆だったのだから、(R×)−1 ⊂ R であり、Q(R) = R が成立する。 
同様のことが可換フォンノイマン正則環 R でもおきる。R の元 a が零因子ではないとすると、フォンノイマン正則環においては適当な元 x ∈ R をとって a=axa とかくことができるから、変形して a(xa − 1)=0 なる方程式を得るが、a は零因子ではないとしたのだから xa=1 となり、すなわち a が単元であることが従う。ゆえにここでも Q(R) = R である。  

## 応用
代数幾何学において、スキーム上の全商環の層を考えることができて、それを用いてカルティエ因子 (Cartier divisor) の定義が与えられる。

## 一般化
R が可換環で S が R の単位元を含む任意の乗法的マグマならば、同様の方法で S−1R を構成できる。ただし、分母になれるのは S の元だけである。S に R の零元が含まれるならば S−1R は自明な環となる。詳細は環の局所化を参照。

## 注意
1. ↑  a が R の零元と異なる零因子で、a が R の全商環 Q の中で単元となると仮定すると、R の零元でない元 b で ab = 0 を満たすものと、Q の元 c で ca = 1 を満たすものとが存在することになるが、 0 = c(ab) = (ca)b = b となり、b が零元でないことに反する。従って R の零因子を Q の単元にすることはできない。

## 典拠
1. ↑  Matsumura (1980), p. 12
2. ↑  Matsumura (1989), p. 21